# Septotinia
Septotinia — рід грибів родини Sclerotiniaceae. Назва вперше опублікована 1961 року.